# Sizilianische Verteidigung
Bei der Sizilianischen Verteidigung handelt es sich um eine Eröffnung des Schachspiels. Sie zählt zu den Halboffenen Spielen und ist in den ECO-Codes unter den Schlüsseln B20 bis B99 klassifiziert.
Die Sizilianische Verteidigung beginnt mit den Zügen:
1. e2–e4 c7–c5
Sie wird sehr häufig mit den Zügen 2. Sg1–f3 und 2. … Sb8–c6/e7–e6/d7–d6 gefolgt von 3. d2–d4 c5xd4 4. Sf3xd4 fortgesetzt und in zahlreiche Varianten unterteilt. Die Eröffnung ist etwa vier- bis fünfhundert Jahre alt und wurde erstmals in Italien dokumentiert.
Diese Eröffnung führt laut dem Lehrbuch des Schachspiels oft zu einem „scharfen Kampf“. In der Turnierpraxis erfreut sich der „Sizilianer“ sowohl auf Klubspieler- als auch auf Großmeister-Niveau großer Beliebtheit. Viele Großmeister setzen die Sizilianische Verteidigung mit den schwarzen Steinen regelmäßig ein, um aus der Asymmetrie der Anfangszüge heraus die Partie auf Gewinn anlegen zu können. Die berühmtesten Sizilianischspieler waren Bobby Fischer und Garri Kasparow, die an stetigen Erneuerungen und Verbesserungen der alten Verteidigung maßgeblich beteiligt waren.
Ein Grundkonzept der Sizilianischen Verteidigung besteht für Schwarz darin, über die halboffene c-Linie und am Damenflügel anzugreifen, während Weiß versucht, am Königsflügel und im Zentrum durchzudringen. Schwarz sucht Gegenspiel und sorgt nicht vorrangig für die Sicherheit seines Königs.
Die populärsten Varianten der Sizilianischen Verteidigung sind die Drachenvariante (die allerdings in der absoluten Weltspitze inzwischen selten gespielt wird), die Najdorf-Variante und die Sweschnikow-Variante.

## Die Hauptfortsetzung 2. Sg1–f3
Meistens spielt Weiß nach 1. e2–e4 c7–c5 den Hauptzug 2. Sg1–f3. Die wichtigsten Fortsetzungsmöglichkeiten für Schwarz sind nun
- 2. … Sb8–c6,
- 2. … e7–e6 und
- 2. … d7–d6,

nach denen meistens die Offene Variante 3. d2–d4 c5xd4 4. Sf3xd4 folgt. Der Abtausch des schwarzen c-Bauern gegen den weißen d-Bauern ist charakteristisch für die Sizilianische Verteidigung, und diese Veränderung der Bauernstruktur diktiert die künftige Strategie beider Parteien. Schwarz hat einen Bauern mehr im Zentrum und damit einen kleinen, aber wichtigen positionellen Vorteil. Es geht für Schwarz oft darum, d6–d5 unter günstigen Bedingungen durchzusetzen. Dann hat nämlich Schwarz den einzig verbliebenen Zentrumsbauern, seinen e-Bauern. Um schwarzes d6–d5 so schwierig wie möglich zu machen, wurden Systeme mit 6. Lc1–g5 entwickelt. Siehe dazu Najdorf-Variante und Richter-Rauser-Variante. 6. Lf1–c4 hat ähnliche Beweggründe. Siehe dazu Sosin-Variante und Drachenvariante. Die Partie verzweigt dort manchmal zu einem Kampf um die zentrumsstützenden Springer auf c3 und f6. Das Qualitätsopfer des Schwarzen auf dem Feld c3 via der halboffenen c-Linie kann dazu manchmal nötig sein.
Weiß kann dafür relativ einfach sämtliche Leichtfiguren ins Spiel bringen und wird daher seine Entwicklung schneller abschließen können als Schwarz. Dieser Entwicklungsvorsprung und der Raumvorteil des Weißen im Zentrum gegenüber dem längerfristigen positionellen Vorteil des Schwarzen bestimmt oft den weiteren Kampf, dessen Schärfe nicht nur strategischer Natur ist.

### 2. … Sb8–c6
|   | a | b | c | d | e | f | g | h |   |
| 8 |   |   |   |   |   |   |   |   | 8 |
| 7 |   |   |   |   |   |   |   |   | 7 |
| 6 |   |   |   |   |   |   |   |   | 6 |
| 5 |   |   |   |   |   |   |   |   | 5 |
| 4 |   |   |   |   |   |   |   |   | 4 |
| 3 |   |   |   |   |   |   |   |   | 3 |
| 2 |   |   |   |   |   |   |   |   | 2 |
| 1 |   |   |   |   |   |   |   |   | 1 |
|   | a | b | c | d | e | f | g | h |   |

Stellung nach 2. … Sb8–c6 3. d2–d4 cxd4 4. Sf3xd4
Schwarz entwickelt einen Springer, verhindert e4–e5 und bereitet damit Sg8–f6 vor. 3. Lf1–b5 ist die Rossolimo-Variante. Meistens antwortet Weiß jedoch mit 3. d2–d4 cxd4 4. Sf3xd4. Schwarz kann nun zwischen mehreren Varianten wählen:
- 4. … g7–g6 Beschleunigter Drachen
- 4. … e7–e5 Kalaschnikow-Variante
- 4. … d7–d6 stellt Zugumstellung dar, in Systeme mit 2. … d7–d6 (Siehe: #2. … d7–d6)
- 4. … e7–e6 leitet in die Taimanow-Variante über
- 4. … Dd8–c7 kann später in die Taimanow-Variante überleiten
- 4. … Sg8–f6 5. Sb1–c3
  - 5. … e7–e5 Sweschnikow-Variante
  - 5. … d7–d6 die klassische Variante, welche normalerweise über 2. … d7–d6 erreicht wird
  - 5. … e7–e6 das sizilianische Vierspringerspiel, welches normalerweise über 2. … e7–e6 erreicht wird

#### Sweschnikow-Variante
- 3. d2–d4 c5xd4 4. Sf3xd4 Sg8–f6 5. Sb1–c3 e7–e5

Das ist die Grundstellung der Sweschnikow-Variante, meistens wird mit 6. Sd4–b5 d7–d6 7. Lc1–g5 a7–a6 8. Sb5–a3 b7–b5 fortgesetzt. Die Idee besteht darin, Gegenspiel im Zentrum zu erlangen. In der Folge entwickelt sich oft ein Kampf um das Feld d5, das Weiß mit einer Figur besetzt halten und über die d-Linie Druck auf d6 ausüben will, während Schwarz ebendiese Figur abtauschen und Weiß dazu zwingen will, mit dem Bauern auf d5 zu schlagen und so die d-Linie zu schließen.

#### Kalaschnikow-Variante
- 3. d2–d4 c5xd4 4. Sf3xd4 e7–e5

ist eine Verwandte der Sweschnikow-Variante, in der Schwarz auf den Zug Sg8–f6 verzichtet und stattdessen den Springer über e7 entwickelt. Eine Beispielpartie ist Anand – Rəcəbov, Dortmund 2003.

#### Beschleunigte Drachenvariante
- 3. d2–d4 c5xd4 4. Sf3xd4 g7–g6

Die Beschleunigte Drachenvariante unterscheidet sich von der klassischen Drachenvariante dadurch, dass Schwarz noch nicht d7–d6 gespielt hat. Dies kann insofern von Vorteil sein, als Schwarz sich durch ein direktes d7–d5 im Vergleich zu d7–d6–d5 ein Tempo erspart. Andererseits erhält Weiß die Möglichkeit, mit 5. c2–c4 (der Maróczy-Aufbau, benannt nach Géza Maróczy) fortzusetzen, da Sb1–c3 noch nicht gespielt wurde. Weiß muss davon aber nicht Gebrauch machen, sondern kann auch mit 5. Sb1–c3 fortsetzen. Wenn Weiß versucht, mit 5. Sc3 Lg7 6. Le3 Sf6 7. f3 0–0 8. Dd2, fortzusetzen, gleicht 8. … d5! allerdings sofort aus. Weiß setzt in der Regel nach 5. Sc3 mit 5. … Lg7 6. Le3 Sf6 7. Lc4 0–0 8. Lb3 fort (vermeidet alle Tricks wie … Sxe4 und … d5), und rochiert meistens kurz.

#### Rossolimo-Variante
- 3. Lf1–b5

Weiß vermeidet 3. d2–d4 und die daraus resultierenden zahlreichen theoretischen Verwicklungen. Weiß ist bereit, sein Läuferpaar gegen die Verschlechterung der schwarzen Bauernstruktur durch einen Doppelbauern auf c6 herzugeben.
Zu den häufigsten Fortsetzungen zählen 3. … g7–g6, 3. … e7–e6 und 3. … d7–d6.
3. … e7–e6 plant Sg8–e7. Nun ist sofortiges 4. Lb5xc6 zur Verschlechterung der schwarzen Bauernstruktur durch einen Doppelbauern angebracht. So geschah es mehrfach in der Schachweltmeisterschaft 2012.

### 2. … e7–e6
|   | a | b | c | d | e | f | g | h |   |
| 8 |   |   |   |   |   |   |   |   | 8 |
| 7 |   |   |   |   |   |   |   |   | 7 |
| 6 |   |   |   |   |   |   |   |   | 6 |
| 5 |   |   |   |   |   |   |   |   | 5 |
| 4 |   |   |   |   |   |   |   |   | 4 |
| 3 |   |   |   |   |   |   |   |   | 3 |
| 2 |   |   |   |   |   |   |   |   | 2 |
| 1 |   |   |   |   |   |   |   |   | 1 |
|   | a | b | c | d | e | f | g | h |   |

Stellung nach 2. … e7–e6 3. d2–d4 cxd4 4. Sf3xd4
2. … e7–e6 ermöglicht eine schnelle Entwicklung des Läufers f8. Nach 3. d2–d4 cxd4 4. Sf3xd4 hat Schwarz mehrere Möglichkeiten:
- 4. … Sb8–c6 Taimanow-Variante
- 4. … a7–a6 Paulsen-Variante
- 4. … Lf8–c5 Basman-Sale-Variante
- 4. … Sg8–f6 5. Sb1–c3 (5. e4–e5? Dd8–a5+ gefolgt von Da5xe5)
  - 5. … d7–d6 leitet in die Scheveninger Variante über, die normalerweise mittels 2. … d7–d6 erreicht wird
  - 5. … Sb8–c6 Sizilianisches Vierspringerspiel
  - 5. … Lf8–b4 Sizilianischer Angriff

#### Taimanow-Variante
- 3. d2–d4 c5xd4 4. Sf3xd4 Sb8–c6

Diese Variante, benannt nach Mark Taimanow, ist eine der solidesten Aufbaumöglichkeiten für Schwarz. Meist wird mit 5. Sd4–b5 oder 5. Sb1–c3 fortgesetzt. Die Grundidee der Taimanow-Variante ist der Springerabtausch auf d4 und die Entwicklung des Königsspringers über e7 nach c6. Nach 5. Sd4–b5 d7–d6 6. c2–c4 erreicht Weiß eine Art Maróczy-Aufbau. Das Kasparow-Gambit ereignete sich dort. Ansonsten führt der Maróczy-Aufbau nach 6. … Sg8–f6 7. Sb1–c3 a7–a6 8. Sb5–a3 Lf8–e7 oder 8. … b7–b6 zu einer Igelstellung.

#### Paulsen-Variante
- 3. d2–d4 c5xd4 4. Sf3xd4 a7–a6

In vielen Sprachräumen auch als Kan-Variante bekannt, stellt diese Variante von Louis Paulsen eine der flexibelsten Möglichkeiten dar. Schwarz wartet ab, wie Weiß seine Figuren entwickelt und reagiert dann dementsprechend. Zu den häufigsten Antworten des weißen Spielers gehören 5. c2–c4, 5. Sb1–c3 und 5. Lf1–d3. Charakteristisch ist die Entwicklung des schwarzen Läufers nach c5 oder b4, von wo aus er das weiße Zentrum direkt oder indirekt angreift.

#### Basman-Sale-Variante
- 3. d2–d4 c5xd4 4. Sf3xd4 Lf8–c5

Dieser ungewöhnliche Läuferausfall wird von Valeri Bronznik in seinem Buch Sizilianisch für Müßiggänger über dieses System als Basman-Sale-Variante bezeichnet, da beide Spieler diesen seltenen Läuferzug häufig mit Erfolg in der Praxis einsetzten. Der Läufer wird aktiv aufgestellt und übt Druck auf d4 und auch schon indirekt auf f2 aus. Sie ist eine scharfe, wenn auch im Spitzenschach selten anzutreffende Alternative zu den Hauptsystemen.

#### Sizilianischer Angriff
- 3. d2–d4 c5xd4 4. Sf3xd4 Sg8–f6 5. Sb1–c3 Lf8–b4

Jetzt kann Weiß sehr stark mit 6. e4–e5! fortsetzen mit Angriff auf den entblößten Königsflügel nach 6. … Sf6–d5 7. Dd1–g4. Die Variante ist sehr scharf, wird aber selten gespielt.

#### Sizilianisches Vierspringerspiel
- 3. d2–d4 c5xd4 4. Sf3xd4 Sg8–f6 5. Sb1–c3 Sb8–c6

Nun führt 6. Sd4–b5 d7–d6 7. Lc1–f4 e6–e5 8. Lf4–g5 zur Hauptvariante der Sweschnikow-Variante.
6. … Lf8–b4 7. a2–a3 Lb4xc3+ 8. Sb5xc3 d7–d5 ist die eigenständige Variante des Sizilianischen Vierspringerspiels.

### 2. … d7–d6
|   | a | b | c | d | e | f | g | h |   |
| 8 |   |   |   |   |   |   |   |   | 8 |
| 7 |   |   |   |   |   |   |   |   | 7 |
| 6 |   |   |   |   |   |   |   |   | 6 |
| 5 |   |   |   |   |   |   |   |   | 5 |
| 4 |   |   |   |   |   |   |   |   | 4 |
| 3 |   |   |   |   |   |   |   |   | 3 |
| 2 |   |   |   |   |   |   |   |   | 2 |
| 1 |   |   |   |   |   |   |   |   | 1 |
|   | a | b | c | d | e | f | g | h |   |

Stellung nach 2. … d7–d6 3. d2–d4 c5xd4 4. Sf3xd4 Sg8–f6 5. Sb1–c3
Dies ist der am häufigsten gespielte zweite Zug des Schwarzen, für den viele Varianten sehr tief analysiert sind.
Der Zug 2. … d7–d6 bereitet 3. … Sg8–f6 vor, indem er e4–e5 verhindert. Nach 3. d2–d4 c5xd4 4. Sf3xd4 Sg8–f6 5. Sb1–c3 hat Schwarz die Wahl zwischen mehreren beliebten Fortsetzungen:
- 5. … Sb8–c6 – Klassischer Sizilianer
- 5. … g7–g6 – Drachenvariante
- 5. … e7–e6 – Scheveninger Variante
- 5. … a7–a6 – Najdorf-Variante
- 5. … Lc8–d7 – Kupreitschik-Variante

Nach 2. … Sb8–c6 spielt Schwarz auch gerne … e7–e5 (Sweschnikow-Variante oder Kalaschnikow-Variante). Nach 2. … d7–d6 ist 5. … e7–e5 jedoch ein Fehler: Nach 6. Lf1–b5+! steht Weiß besser, da er die Kontrolle über das wichtige Feld d5 erlangen kann das häufig als Vorposten für einen Springer genutzt werden kann. Die Variante erklärt auch warum die Najdorf-Variante (5. … a7–a6) so beliebt ist: Da danach nicht 6. Lf1–b5+ möglich ist, kann Schwarz den Zug … e7–e5 anschließend folgen lassen.
Jedoch kann Weiß den Bauern e4 auch mit 5. f2–f3 decken, der Prins-Variante (ECO B55). Da so der c-Bauer nicht verstellt wird, hält sich Weiß die Möglichkeit zu c2–c4 offen, dem Maróczy-Aufbau. Diese Fortsetzung wurde u. a. von Magnus Carlsen in der Schachweltmeisterschaft 2016 gewählt.

#### Klassischer Sizilianer
- 3. d2–d4 c5xd4 4. Sf3xd4 Sg8–f6 5. Sb1–c3 Sb8–c6

Die klassische Variante der Sizilianischen Verteidigung erhält ihren Namen von den „klassischen“ Entwicklungszügen der Springer. In den ECO-Codes ist sie unter den Schlüsseln B56 bis B59 klassifiziert. Es gibt eine Unzahl an Möglichkeiten fortzusetzen – zu den populärsten zählen 6. Lc1–g5 (die Richter-Rauser-Variante) und 6. Lf1–c4 (die Sosin-Variante – einst von Bobby Fischer häufig angewandt).
6. Lf1–e2, 6. g2–g3, 6. Lc1–e3, 6. f2–f3 und 6. f2–f4 sind weitere Optionen. 6. Lf1–e2 e7–e6 führt zur Scheveninger Variante, 6. Lf1–e2 g7–g6 zur Drachenvariante. 6. Lf1–e2 e7–e5 ist die Boleslawski-Variante.
Der schwarze Springer c6 übt Druck auf den weißen Springer d4 aus und modifiziert einige weiße Fortsetzungen im Vergleich zur Najdorf-Variante. Nach 6. g2–g3 verkompliziert hier 6. … Lc8–g4 die Situation. Nach dem wünschenswerten 7. f2–f3 ist Weiß durch 7. … Sc6xd4 zum vorübergehenden Bauernopfer 8. Dd1xd4 Lg4xf3 9. Lf1–b5+ Sf6–d7 gezwungen. In der Boleslawski-Variante kann nach 7. Sd4–b3 Lf8–e7 8. 0–0 0–0 9. Lc1–e3 der Doppelschritt des schwarzen a-Bauern geschehen. 9. … a7–a5 10. a2–a4 bietet das prächtige Sc6–b4 zur Durchsetzung von d6–d5.
Das in der Najdorf-Variante mittlerweile häufig gespielte 6. Lc1–e3 führt hier nach 6. … Sf6–g4 entweder zum für Schwarz zentrumsstärkenden Abtausch 7. Sd4xc6 b7xc6, auch zum zweischneidigen Tausch des Le3 nach 7. Lf1–b5 Sg4xe3 oder aber zu einer modernen Najdorf-ähnlichen Struktur nach 7. Le3–g5 h7–h6 8. Lg5–h4 g7–g5 9. Lh4–g3.

#### Drachenvariante
- 3. d2–d4 c5xd4 4. Sf3xd4 Sg8–f6 5. Sb1–c3 g7–g6

Die Drachenvariante ist eine der aggressivsten Eröffnungsvarianten überhaupt. Bei Rochaden nach unterschiedlichen Seiten kann ein zweischneidiger Kampf entstehen, in dem beide Spieler die gegnerischen Königsstellungen anzugreifen versuchen.
Hier zählen 6. Lc1–e3 und 6. Lf1–e2 zu den wichtigsten Fortsetzungen. Weiß versucht in dieser Variante, mittels h4–h5-hxg6 die h-Linie zu öffnen und mittels Le3–h6 den wichtigen schwarzen Königsläufer abzutauschen, während Schwarz nach Ta8–c8 durch das Qualitätsopfer auf c3 ggf. den Bauern e4 gewinnen oder einen Königsangriff auf dem Damenflügel gegen die lange weiße Rochade einleiten muss. Beim Jugoslawischen Angriff 6. Lc1–e3 Lf8–g7 7. f2–f3 deckt Weiß daher den Bauern e4.

#### Scheveninger Variante
- 3. d2–d4 c5xd4 4. Sf3xd4 Sg8–f6 5. Sb1–c3 e7–e6

In der Scheveninger Variante baut sich der Schwarze zunächst zurückhaltend auf und sucht Spiel am Damenflügel, mitunter mit einem Bauernvorstoß im Zentrum. Charakteristisch ist, dass Schwarz durch 5. … e7–e6 die Kontrolle über das Feld g4 aufgibt, was Weiß durch die Züge 6. Lc1–e3 oder 6. g2–g4 ausnutzen kann.
6. Lc1–e3 kann in der Najdorf-Variante und im „Klassischen Sizilianer“ mit … Sf6–g4 beantwortet werden.
Daneben kommen auch die Züge 6. Lf1–e2, 6. f2–f4, 6. g2–g3 und 6. Lf1–c4 in Betracht.

#### Najdorf-Variante
|   | a | b | c | d | e | f | g | h |   |
| 8 |   |   |   |   |   |   |   |   | 8 |
| 7 |   |   |   |   |   |   |   |   | 7 |
| 6 |   |   |   |   |   |   |   |   | 6 |
| 5 |   |   |   |   |   |   |   |   | 5 |
| 4 |   |   |   |   |   |   |   |   | 4 |
| 3 |   |   |   |   |   |   |   |   | 3 |
| 2 |   |   |   |   |   |   |   |   | 2 |
| 1 |   |   |   |   |   |   |   |   | 1 |
|   | a | b | c | d | e | f | g | h |   |

Die Grundstellung der Najdorf-Variante
- 3. d2–d4 c5xd4 4. Sf3xd4 Sg8–f6 5. Sb1–c3 a7–a6

Die Najdorf-Variante (benannt nach Großmeister Miguel Najdorf) zählt zu den wichtigsten und bekanntesten Varianten der gesamten Eröffnungstheorie. 6. Lc1–g5, 6. Lc1–e3 und 6. Lf1–e2 sind die häufigsten Abspiele. Mit 6. Lf1–c4 kann das Spiel in die Sosin-Variante übergehen, 6. g2–g3 ist eine ruhige, positionelle Fortsetzung. Oft sucht Schwarz den schnellen Angriff auf dem Damenflügel mittels b7–b5–b4, dem Weiß mit einem Bauernsturm am Königsflügel (f2–f4–f5, g2–g4–g5 usw.) zuvorkommen will und in einigen Varianten seinen c3-Springer auf d5 für die Öffnung der e-Linie opfert. Ein anderer Grundgedanke der Najdorf-Variante ist eigentlich der Zug e7–e5, um die engeren Stellungen der Scheveninger Variante zu vermeiden. 6. Lc1–g5 und 6. Lf1–c4 unterbinden wegen der Schwächung des Feldes d5 in strategischer Hinsicht e7–e5.

#### Kupreitschik-Variante
- 3. d2–d4 c5xd4 4. Sf3xd4 Sg8–f6 5. Sb1–c3 Lc8–d7

In Secrets of Opening Surprises Band 1 wird dieses Abspiel Wiktar Kuprejtschyk zugeschrieben. Dieses Abspiel kann sehr leicht in andere Varianten der Sizilianischen Verteidigung übergehen und erfordert daher einige Variantenkenntnis des Nachziehenden.

#### Moskauer Variante
- 3. Lf1–b5 +

Weiß vermeidet 3. d2–d4 und die daraus resultierenden zahlreichen theoretischen Verwicklungen und ist bereit, nach 3. … Lc8–d7 (ECO B52) seinen Läufer mit 4. Lb5xd7+ abzutauschen um nach 4. … Dd8xd7 mit 5. 0–0 schnell zu rochieren, oder aber mit 5. c2–c4 einen Maróczy-Aufbau einzunehmen, was in der berühmten Partie Kasparov versus the World geschah. Oleh Romanyschyn erfand 4. c2–c4. Die Fortsetzung 3. … Sb8–d7 (ECO B51) ist die andere Möglichkeit für Schwarz in der Moskauer-Variante und war Boris Gelfands Wahl in der Schachweltmeisterschaft 2012. Hier ist zu beachten, dass 3. … Sb8–c6 zur Rossolimo-Variante (2. … Sb8–c6 3. Lf1–b5 d7–d6) überleitet (ECO B51).

#### Kopec-System
- 3. Lf1–d3

Dieser Zug (ECO B20) wurde durch den amerikanischen Informatik-Professor IM Danny Kopec (1954–2016) vorgeschlagen.

### Sonstige zweite Züge
Neben den drei Hauptvarianten gibt es noch mehrere Optionen für den schwarzen Spieler, die durchweg seltener gespielt werden und vor allem dann zum Einsatz kommen, wenn der Schwarzspieler den Hauptabspielen aus dem Weg gehen möchte.
- 2. … g7–g6 – gelegentlich als „Hyper-beschleunigter Drache“ bezeichnet, führt mitunter zu Positionen, die der Drachenvariante oder dem Beschleunigten Drachen ähneln
- 2. … Sg8–f6 – die von Nimzowitsch gern gespielte Rubinstein-Variante
- 2. … a7–a6 – die O'Kelly-Variante, gegen die die Offenen Varianten als harmlos gelten.

## Alternativen für Weiß

### Morra-Gambit
- 2. d2–d4 c5xd4 3. c2–c3

Beim Morra-Gambit opfert Weiß einen Bauern, um auf den freien Linien besseres Spiel zu erhalten. Auf Profi-Niveau ist diese Variante kaum anzutreffen, unter Klubspielern ist das Gambit wesentlich beliebter.

### Alapin-Variante
- 2. c2–c3

Ursprünglich verwendet, um die ausgetretenen Pfade des offenen Sizilianers zu umgehen, hat die Alapin-Variante (benannt nach Simon Alapin) mittlerweile selbst eine beachtliche Menge an Theorie entwickelt und wird heutzutage auch von Großmeistern angewandt. Einer ihrer Verfechter ist der lettische Großmeister Jewgeni Sweschnikow. Schwarz hat zwei Hauptfortsetzungen: 2. … Sg8–f6 und 2. … d7–d5. Eine Beispielpartie ist Deep Blue – Kasparow, Philadelphia 1996, 1. Wettkampfpartie.
Weitere Entgegnungen sind 2. … b7–b6 („Mureys Gegengift“, so benannt vom Internationalen Meister Frank Zeller, nach dem israelischen Großmeister Jacob Murey), 2. … d7–d6, 2. … g7–g6, 2. … Dd8–a5 und 2. … e7–e6. Letzteres führt nach 3. d2–d4 d7–d5 4. e4–e5 zur Vorstoßvariante der Französischen Verteidigung.

### Geschlossener Sizilianer
- 2. Sb1–c3

Weiß versucht sich ruhig aufzubauen und hält die Stellung geschlossen, indem er Sg1–f3 hinauszögert oder gar Sg1–e2 oder Sg1–h3 spielt und weiters auf d2–d4 verzichtet. Stattdessen wird f4–f5 angestrebt. Die Hauptvariante ist 2. … Sb8–c6 3. g2–g3 g7–g6 4. Lf1–g2 Lf8–g7 5. d2–d3 d7–d6, wonach Weiß entweder mit 6. Lc1–e3 oder 6. f2–f4 fortsetzen kann.
Der ehemalige Weltmeister Boris Spasski wandte diese Variante oftmals erfolgreich an, sogar in Kandidatenkämpfen. Momentan wird sie von Profis nur sehr selten gespielt. In den ECO-Codes ist der geschlossene Sizilianer unter den Schlüsseln B23 bis B26 klassifiziert.

### Grand-Prix-Angriff
|   | a | b | c | d | e | f | g | h |   |
| 8 |   |   |   |   |   |   |   |   | 8 |
| 7 |   |   |   |   |   |   |   |   | 7 |
| 6 |   |   |   |   |   |   |   |   | 6 |
| 5 |   |   |   |   |   |   |   |   | 5 |
| 4 |   |   |   |   |   |   |   |   | 4 |
| 3 |   |   |   |   |   |   |   |   | 3 |
| 2 |   |   |   |   |   |   |   |   | 2 |
| 1 |   |   |   |   |   |   |   |   | 1 |
|   | a | b | c | d | e | f | g | h |   |

Grundstellung des Grand-Prix-Angriffs
- 2. f2–f4 oder erst
- 2. Sb1–c3 nebst 3. f2–f4

Im Grand-Prix-Angriff, der seinen Namen nach den Wochenendturnieren erhielt, die in den 1970er-Jahren in England durchgeführt wurden, spielt Weiß früh Sb1–c3, um ein gegnerisches … d7–d5 zu erschweren. Der Königsspringer wird gewöhnlich – nach zuvor erfolgtem f2–f4 – nach f3 entwickelt, der Königsläufer nach b5 oder c4. Schwarz fianchettiert meist seinen Königsläufer, sucht mit e6 und d5 Gegenspiel im Zentrum und entwickelt seinen Königsspringer nach e7. Weiß rochiert ebenso wie Schwarz kurz und versucht mittels f5 die schwarze Bauernstellung aufzubrechen. Dieser Plan wird oft durch eine Überführung der Dame via e1 und h4 zum Königsflügel vorbereitet und mit Lh6 und Sg5 fortgeführt und zielt damit aggressiv und direkt gegen die schwarze Königsstellung. In den ECO-Codes ist der Grandprix-Angriff unter den Schlüsseln B21 (2. f2–f4) und B23 (2. Sb1–c3 und 3. f2–f4) klassifiziert.

### Sizilianisches Flügelgambit
- 2. b2–b4

Weiß möchte seinen d-Bauern nicht gegen den schwarzen c-Bauern tauschen und will diesen durch dieses Gambit ablenken. Die Korrektheit des Gambits wird bezweifelt, auf Großmeisterebene wird es fast nie gespielt. Weiß möchte nach 2. … c5xb4 3. a2–a3 b4xa3 4. Sb1xa3 zum Beispiel Sa3–b5 sowie d2–d4 ziehen. Möglich ist auch 4. Lxa3. Schwarz kann den Tausch auf a3 aber ablehnen und mit 3. … d7–d5 ausgleichen. In den ECO-Codes ist das Flügelgambit mit dem Schlüssel B20 klassifiziert.

### Czerniaks 2. b2–b3
- 2. b2–b3

In Secrets of Opening Surprises Band 9 wird dieses Abspiel Moshe Czerniak zugeschrieben.
Dieses Fianchetto des weißen Damenläufers wird bisweilen erst nach 2. Sg1–f3 vorbereitet. Frühes 2. b2–b3 hält sich f2–f4 offen.

### Swjaginzews 2. Sb1–a3
Mit dem unorthodoxen Randspringerzug 2. Sb1–a3 hatte der russische Großmeister Wadim Swjaginzew 2005 und 2006 unerwarteten Erfolg. Er bezwang damit die beiden ehemaligen FIDE-Weltmeister Alexander Chalifman und Ruslan Ponomarjow.

### Parhams 2. Dd1–h5
Parhams 2. Dd1–h5?! (vergleiche Parhams Angriff) wird mit 2. … d7–d6, 2. … e7–e6 oder 2. … Sg8–f6 begegnet. Letzteres erreicht nach 3. Dh5xc5 Sf6xe4 das Bauernübergewicht im Zentrum.

### Überleitung in andere Eröffnungssysteme
- 2. c2–c4 kann zur Englischen Symmetrievariante führen, ist jedoch zunächst als Staunton-Cochrane Variante bekannt.